# Irving Cummings
Irving Cummings, född 9 oktober 1888 i New York i New York, död 18 april 1959 i Los Angeles i Kalifornien, var en amerikansk skådespelare, filmregissör, filmproducent och manusförfattare. Cummings var känd för de påkostade Technicolor-musikalfilmer, med populära skådespelerskor som Betty Grable, Alice Faye, Carmen Miranda och Shirley Temple, som han regisserade för 20th Century Fox under 1930– och 40-talet.
Cummings ligger begravd på Hollywood Forever Cemetery.

## Filmografi i urval

### Regi
- 1928 – In Old Arizona
- 1934 – En läkares förflutna
- 1934 – Den vita paraden
- 1935 – Lilla hjärtetjuven
- 1936 – Lilla miljonärskan
- 1936 – Girls' Dormitory
- 1936 – Den vita jägaren
- 1937 – Manhattan cocktail
- 1938 – Fröken ordnar allt
- 1938 – Friskt humör!
- 1939 – Oss rivaler emellan
- 1939 – Hollywood cavalcade
- 1939 – Triumf
- 1940 – Primadonnan
- 1940 – Dansa, senorita!
- 1941 – En natt i Rio
- 1941 – En laglös kvinna
- 1941 – Oh, Louisiana
- 1942 – Vackra Sally
- 1942 – Rosita dansar och ler
- 1943 – En fästman för mycket
- 1944 – Smekmånad på prov
- 1945 – Dolly Sisters
- 1951 – Miljonär för en dag